# Liste der Kulturdenkmäler in Hamburg-Finkenwerder
Die Liste der Kulturdenkmäler in Hamburg-Finkenwerder enthält die in der Denkmalliste ausgewiesenen Denkmäler auf dem Gebiet des Stadtteils Finkenwerder der Freien und Hansestadt Hamburg.
Basis ist der Datensatz Denkmalliste Hamburg auf dem Transparenzportal Hamburg. Dieser enthält alle Objekte, die rechtskräftig nach dem Hamburger Denkmalschutzgesetz vom 5. April 2013 unter Denkmalschutz stehen (§ 6 Abs. 1 DSchG HA) oder zumindest zeitweise standen. Die Denkmalliste steht auch als PDF-Dokument zur Verfügung. Alle Denkmäler in Finkenwerder, die schon nach dem Denkmalschutzgesetz vom 3. Dezember 1973, zuletzt geändert am 27. November 2007, unter Denkmalschutz standen, sind auch auf der Liste der Kulturdenkmäler im Hamburger Bezirk Hamburg-Mitte zu finden.

## Legende
- ID: Gibt die vom Denkmalschutzamt Hamburg vergebene Objekt-ID (Identifikationsnummer) des Kulturdenkmals an, (in Klammern gegebenenfalls die Denkmalnummer nach altem Denkmalschutzgesetz).
- Adresse: Nennt den Straßennamen und, wenn vorhanden, die Hausnummer des Kulturdenkmals. Die Grundsortierung der Liste erfolgt nach dieser Adresse.
- Art: Zeigt an, ob es ein Objekt („O“) oder ein Ensemble („E“) ist.
- Datierung: Gibt die Datierung an; das Jahr der Fertigstellung bzw. den Zeitraum der Errichtung.
- Ensemble: Gibt die Nummer des Ensembles an, zu der das Objekt gehört, bzw. bei Ensembles die Nummer des Ensembles selbst.

Hinweis: Die Grundsortierung der Liste erfolgt nach der Adresse und ist alternativ nach ID, Art (Objekt oder Ensemble), Typ, Datierung, Entwurf oder Kurzbeschreibung sortierbar.

| ID           | Adresse | Art | Typ                                                 | Kurzbeschreibung                                                                      | Datierung                           | Entwurf                                               | Ensemble | Bild |
| ------------ | --- | --- | --------------------------------------------------- | ------------------------------------------------------------------------------------- | ----------------------------------- | ----------------------------------------------------- | -------- | --- |
| 14558        | Auedeich 10 (Lage) | O   | Speicher                                            |                                                                                       | 1800, um                            |                                                       |          | BW |
| 30210        | Auedeich 14, 14a, 16 (Lage) | E   |                                                     | Auedeich 14-16                                                                        |                                     |                                                       | 30210    | |
| 14719        | Auedeich 14 (Lage) | O   | Wohnhaus (Deichbebauung)                            |                                                                                       | 1900, um                            |                                                       | 30210    | BW |
| 14725        | Auedeich 14a (Lage) | O   | Hinterhaus                                          |                                                                                       | 20. Jh.                             |                                                       | 30210    | BW |
| 14720        | Auedeich 16 (Lage) | O   | Wohnhaus (Deichbebauung)                            |                                                                                       | 1900, um                            |                                                       | 30210    | BW |
| 14559        | Auedeich 22 (Lage) | O   | Wohnhaus (mit Bäckerei und Laden)                   |                                                                                       | 1903                                |                                                       |          | BW |
| 14551 (375)  | Auedeich 24 (Lage) | O   | Fischerhaus                                         |                                                                                       | 1817; 1840 (Erw.)                   |                                                       |          | |
| 30205        | Auedeich 52, 54 (Lage) | E   |                                                     | Auedeich 52, 54                                                                       |                                     |                                                       | 30205    | BW |
| 14554 (1093) | Auedeich 52 (Lage) | O   | Fischerhaus                                         |                                                                                       | 1842                                |                                                       | 30205    | |
| 14658 (1093) | Auedeich 54 (Lage) | O   | Fischerhaus                                         |                                                                                       | 1820, um                            |                                                       | 30205    | BW |
| 14721        | Auedeich 76 (Lage) | O   | Wohnhaus                                            |                                                                                       | 1895, um                            |                                                       |          | BW |
| 14648        | Auedeich 91 (Lage) | O   | Wohnhaus                                            |                                                                                       | 18. Jh., Ende;20. Jh., Anfang       |                                                       |          | BW |
| 14723        | Auedeich 114 (Lage) | O   | Kate                                                |                                                                                       | 1800, um                            |                                                       |          | BW |
| 14651        | Benittstraße 8 (Lage) | O   | Veranstaltungshalle                                 | Gorch-Fock-Halle                                                                      | 1927/29                             | Schumacher, Fritz                                     |          | weitere Bilder |
| 30208        | Benittstraße 18, 20, 22, 24, 26, Finksweg 2, 4, 6, Focksweg 1, 3, 5, Schloostraße 1, 3, 5, 7 (Lage) | E   |                                                     | Siedlung Benittstraße / Finksweg / Focksweg / Schloostraße                            |                                     |                                                       | 30208    | BW |
| 39235        | Benittstraße 18 (Lage) | O   | Siedlungsbau                                        |                                                                                       | 1925–1927                           | Klophaus & Schoch (Klophaus, Rudolf/Schoch, August)   | 30208    | |
| 14576        | Benittstraße 20 (Lage) | O   | Siedlungsbau                                        |                                                                                       | 1925–1927                           | Klophaus & Schoch (Klophaus, Rudolf/Schoch, August)   | 30208    | |
| 14577        | Benittstraße 22 (Lage) | O   | Siedlungsbau                                        |                                                                                       | 1925–1927                           | Klophaus & Schoch (Klophaus, Rudolf/Schoch, August)   | 30208    | |
| 14578        | Benittstraße 24 (Lage) | O   | Siedlungsbau                                        |                                                                                       | 1925–1927                           | Klophaus & Schoch (Klophaus, Rudolf/Schoch, August)   | 30208    | |
| 14579        | Benittstraße 26 (Lage) | O   | Siedlungsbau                                        |                                                                                       | 1925–1927                           | Klophaus & Schoch (Klophaus, Rudolf/Schoch, August)   | 30208    | |
| 30203        | Brunnenstieg 1, 2, 3, 4, Finkenwerder Norderdeich 121a, 121b, 121e, 121f, 121g, 121h, 121i, 122a, 122b, 122c, 122d, 122e, 122f, 122g, 123a, 123b, 123c, 123d, 123e, 123f, 123g, 124a, 124b, 124c, 124d, 124e, 124f, 124g, 124h, 125a, 125b, 125c, 125d, 125e, 125f, 125g, 125h, 126a, 126b, 126c, 126d, 126e, 126f, 126g, 127a, 127b, 127c, 127d, 127e, 127f, 127g, 128a, 128b, 128c, 128d, 128e, 128f, 128g, 128h, 128i, 129a, 129b, 129c, 129d, 129e, 129f, 129g, 129h, 129i, 129k, 130a, 130b, 130c, 130d, 130e, 130f, 130g, 130h, 131a, 131b, 131c, 131d, 131e, 131f, 131g, 131h, 132a, 132b, 132c, 132d, 132e, 132f, 132g, 132h, Kneienblick 2, 2a (Lage) | E   |                                                     | Siedlung Brunnenstieg / Finkenwerder Norderdeich / Kneienblick                        |                                     |                                                       | 30203    | [[Vorlage:Bilderwunsch/code!/C:53.53439,9.86807!/D:Brunnenstieg 1, 2, 3, 4, Finkenwerder Norderdeich 121a, 121b, 121e, 121f, 121g, 121h, 121i, 122a, 122b, 122c, 122d, 122e, 122f, 122g, 123a, 123b, 123c, 123d, 123e, 123f, 123g, 124a, 124b, 124c, 124d, 124e, 124f, 124g, 124h, 125a, 125b, 125c, 125d, 125e, 125f, 125g, 125h, 126a, 126b, 126c, 126d, 126e, 126f, 126g, 127a, 127b, 127c, 127d, 127e, 127f, 127g, 128a, 128b, 128c, 128d, 128e, 128f, 128g, 128h, 128i, 129a, 129b, 129c, 129d, 129e, 129f, 129g, 129h, 129i, 129k, 130a, 130b, 130c, 130d, 130e, 130f, 130g, 130h, 131a, 131b, 131c, 131d, 131e, 131f, 131g, 131h, 132a, 132b, 132c, 132d, 132e, 132f, 132g, 132h, Kneienblick 2, 2a!/\|BW]] |
| 14642        | Brunnenstieg 1 (Lage) | O   | Reihenhaus                                          |                                                                                       | 1919–1920                           |                                                       | 30203    | BW |
| 14660        | Brunnenstieg 2 (Lage) | O   | Reihenhaus                                          |                                                                                       | 1919–1920                           |                                                       | 30203    | BW |
| 14643        | Brunnenstieg 3 (Lage) | O   | Reihenhaus                                          |                                                                                       | 1919–1920                           |                                                       | 30203    | BW |
| 14661        | Brunnenstieg 4 (Lage) | O   | Reihenhaus                                          |                                                                                       | 1919–1920                           |                                                       | 30203    | BW |
| 14560        | Emder Straße 4 (Lage) | O   | Kornspeicher                                        |                                                                                       | 1850                                |                                                       |          | BW |
| 30206        | Emder Straße 8, 10, 12, Garnstück 1 (Lage) | E   |                                                     | Emder Straße / Garnstück                                                              |                                     |                                                       | 30206    | BW |
| 14562 (1622) | Emder Straße 8 (Lage) | O   | Wohnhaus                                            |                                                                                       | 1896                                |                                                       | 30206    | |
| 14563 (1622) | Emder Straße 10 (Lage) | O   | Wohnhaus                                            |                                                                                       | 1895, um                            |                                                       | 30206    | |
| 14561 (1622) | Emder Straße 12 (Lage) | O   | Wohnhaus                                            |                                                                                       | 1895, um                            |                                                       | 30206    | |
| 14567        | Finkenwerder Landscheideweg 136 (Lage) | O   | Wohnwirtschaftsgebäude                              |                                                                                       | 20. Jh., 1. Viertel                 |                                                       |          | BW |
| 14552 (144)  | Finkenwerder Landscheideweg 224 (Lage) | O   | Wohnwirtschaftsgebäude                              |                                                                                       | 1832                                |                                                       |          | BW |
| 14647        | Finkenwerder Landscheideweg 250 (Lage) | O   | Wohnwirtschaftsgebäude                              |                                                                                       | 1812                                |                                                       |          | |
| 30204        | Finkenwerder Landscheideweg o.Nr., Kirchenaußendeichsweg o.Nr., 33, Norderkirchenweg o.Nr. (Lage) | E   |                                                     | Kirche St. Nikolai Finkenwerder mit Lüneburger Friedhof und Altem Friedhof            |                                     |                                                       | 30204    | BW |
| 14731 (434)  | Finkenwerder Landscheideweg o.Nr. (Lage) | O   | Kirchengebäude                                      | St. Nikolai-Kirche                                                                    | 1880/81; 1966                       | Wagner; Kallmorgen, Werner (1966)                     | 30204    | |
| 14732        | Finkenwerder Landscheideweg o.Nr. (Lage) | O   | Kriegerdenkmal (Kriegerdenkmal 1914/18)             |                                                                                       | 20. Jh., 1. Viertel                 |                                                       | 30204    | BW |
| 28664        | Finkenwerder Landscheideweg o.Nr. (Lage) | O   | Kapelle                                             | Friedhofskapelle Alter Friedhof Finkenwerder                                          | 1926/27                             | Oberbaurat Ebeling (4. Hochbauabteilung)              | 30204    | BW |
| 29000        | Finkenwerder Landscheideweg o.Nr. (Lage) | O   | Friedhof                                            | Alter Friedhof Finkenwerder                                                           | 1844; 1926                          |                                                       | 30204    | BW |
| 14659 (1569) | Finkenwerder Norderdeich 4 (Lage) | O   | Wohnhaus                                            |                                                                                       | 1870, um                            |                                                       |          | |
| 29352 (1566) | Finkenwerder Norderdeich 5 (Lage) | O   | Wohnhaus (Deichbebauung); Einfriedung               | Haus mit Vorgarteneinfriedung                                                         | 1870, um                            |                                                       |          | |
| 29355 (1655) | Finkenwerder Norderdeich 58 (Lage) | O   | Wohnhaus; Stallgebäude                              | Haus und Stall                                                                        | 1895, um; (Wohnhaus)                |                                                       |          | |
| 14568 (1560) | Finkenwerder Norderdeich 60 (Lage) | O   | Wohnhaus                                            |                                                                                       | 1895, um                            |                                                       |          | |
| 14569 (1561) | Finkenwerder Norderdeich 65 (Lage) | O   | Wohnhaus                                            |                                                                                       | 1870, um                            |                                                       |          | |
| 14662        | Finkenwerder Norderdeich 121a (Lage) | O   | Reihenhaus                                          |                                                                                       | 1919–1920                           |                                                       | 30203    | BW |
| 14644        | Finkenwerder Norderdeich 121b (Lage) | O   | Reihenhaus                                          |                                                                                       | 1919–1920                           |                                                       | 30203    | BW |
| 26376        | Finkenwerder Norderdeich 121e (Lage) | O   | Gerätehaus                                          |                                                                                       | 1950, um                            |                                                       | 30203    | BW |
| 26377        | Finkenwerder Norderdeich 121f (Lage) | O   | Reihenhaus                                          |                                                                                       | 1919–1920                           |                                                       | 30203    | BW |
| 26378        | Finkenwerder Norderdeich 121g (Lage) | O   | Reihenhaus                                          |                                                                                       | 1919–1920                           |                                                       | 30203    | BW |
| 26379        | Finkenwerder Norderdeich 121h (Lage) | O   | Reihenhaus                                          |                                                                                       | 1919–1920                           |                                                       | 30203    | BW |
| 26380        | Finkenwerder Norderdeich 121i (Lage) | O   | Reihenhaus                                          |                                                                                       | 1919–1920                           |                                                       | 30203    | BW |
| 14663        | Finkenwerder Norderdeich 122a (Lage) | O   | Reihenhaus                                          |                                                                                       | 1919–1920                           |                                                       | 30203    | BW |
| 14537        | Finkenwerder Norderdeich 122b (Lage) | O   | Reihenhaus                                          |                                                                                       | 1919–1920                           |                                                       | 30203    | BW |
| 14538        | Finkenwerder Norderdeich 122c (Lage) | O   | Reihenhaus                                          |                                                                                       | 1919–1920                           |                                                       | 30203    | BW |
| 14539        | Finkenwerder Norderdeich 122d (Lage) | O   | Reihenhaus                                          |                                                                                       | 1919–1920                           |                                                       | 30203    | BW |
| 14540        | Finkenwerder Norderdeich 122e (Lage) | O   | Reihenhaus                                          |                                                                                       | 1919–1920                           |                                                       | 30203    | BW |
| 14541        | Finkenwerder Norderdeich 122f (Lage) | O   | Reihenhaus                                          |                                                                                       | 1919–1920                           |                                                       | 30203    | BW |
| 14542        | Finkenwerder Norderdeich 122g (Lage) | O   | Reihenhaus                                          |                                                                                       | 1919–1920                           |                                                       | 30203    | BW |
| 14645        | Finkenwerder Norderdeich 123a (Lage) | O   | Reihenhaus                                          |                                                                                       | 1919–1920                           |                                                       | 30203    | BW |
| 14543        | Finkenwerder Norderdeich 123b (Lage) | O   | Reihenhaus                                          |                                                                                       | 1919–1920                           |                                                       | 30203    | BW |
| 14544        | Finkenwerder Norderdeich 123c (Lage) | O   | Reihenhaus                                          |                                                                                       | 1919–1920                           |                                                       | 30203    | BW |
| 14307        | Finkenwerder Norderdeich 123d (Lage) | O   | Reihenhaus                                          |                                                                                       | 1919–1920                           |                                                       | 30203    | BW |
| 14308        | Finkenwerder Norderdeich 123e (Lage) | O   | Reihenhaus                                          |                                                                                       | 1919–1920                           |                                                       | 30203    | BW |
| 14309        | Finkenwerder Norderdeich 123f (Lage) | O   | Reihenhaus                                          |                                                                                       | 1919–1920                           |                                                       | 30203    | BW |
| 14310        | Finkenwerder Norderdeich 123g (Lage) | O   | Reihenhaus                                          |                                                                                       | 1919–1920                           |                                                       | 30203    | BW |
| 14646        | Finkenwerder Norderdeich 124a (Lage) | O   | Reihenhaus                                          |                                                                                       | 1919–1920                           |                                                       | 30203    | BW |
| 14311        | Finkenwerder Norderdeich 124b (Lage) | O   | Reihenhaus                                          |                                                                                       | 1919–1920                           |                                                       | 30203    | BW |
| 14312        | Finkenwerder Norderdeich 124c (Lage) | O   | Reihenhaus                                          |                                                                                       | 1919–1920                           |                                                       | 30203    | BW |
| 14664        | Finkenwerder Norderdeich 124d (Lage) | O   | Reihenhaus                                          |                                                                                       | 1919–1920                           |                                                       | 30203    | BW |
| 14665        | Finkenwerder Norderdeich 124e (Lage) | O   | Reihenhaus                                          |                                                                                       | 1919–1920                           |                                                       | 30203    | BW |
| 14666        | Finkenwerder Norderdeich 124f (Lage) | O   | Reihenhaus                                          |                                                                                       | 1919–1920                           |                                                       | 30203    | BW |
| 14667        | Finkenwerder Norderdeich 124g (Lage) | O   | Reihenhaus                                          |                                                                                       | 1919–1920                           |                                                       | 30203    | BW |
| 14668        | Finkenwerder Norderdeich 124h (Lage) | O   | Reihenhaus                                          |                                                                                       | 1919–1920                           |                                                       | 30203    | BW |
| 14634        | Finkenwerder Norderdeich 125a (Lage) | O   | Reihenhaus                                          |                                                                                       | 1919–1920                           |                                                       | 30203    | BW |
| 14669        | Finkenwerder Norderdeich 125b (Lage) | O   | Reihenhaus                                          |                                                                                       | 1919–1920                           |                                                       | 30203    | BW |
| 14670        | Finkenwerder Norderdeich 125c (Lage) | O   | Reihenhaus                                          |                                                                                       | 1919–1920                           |                                                       | 30203    | BW |
| 14671        | Finkenwerder Norderdeich 125d (Lage) | O   | Reihenhaus                                          |                                                                                       | 1919–1920                           |                                                       | 30203    | BW |
| 14672        | Finkenwerder Norderdeich 125e (Lage) | O   | Reihenhaus                                          |                                                                                       | 1919–1920                           |                                                       | 30203    | BW |
| 14673        | Finkenwerder Norderdeich 125f (Lage) | O   | Reihenhaus                                          |                                                                                       | 1919–1920                           |                                                       | 30203    | BW |
| 14674        | Finkenwerder Norderdeich 125g (Lage) | O   | Reihenhaus                                          |                                                                                       | 1919–1920                           |                                                       | 30203    | BW |
| 14675        | Finkenwerder Norderdeich 125h (Lage) | O   | Reihenhaus                                          |                                                                                       | 1919–1920                           |                                                       | 30203    | BW |
| 14635        | Finkenwerder Norderdeich 126a (Lage) | O   | Reihenhaus                                          |                                                                                       | 1919–1920                           |                                                       | 30203    | BW |
| 14676        | Finkenwerder Norderdeich 126b (Lage) | O   | Reihenhaus                                          |                                                                                       | 1919–1920                           |                                                       | 30203    | BW |
| 14677        | Finkenwerder Norderdeich 126c (Lage) | O   | Reihenhaus                                          |                                                                                       | 1919–1920                           |                                                       | 30203    | BW |
| 14678        | Finkenwerder Norderdeich 126d (Lage) | O   | Reihenhaus                                          |                                                                                       | 1919–1920                           |                                                       | 30203    | BW |
| 14679        | Finkenwerder Norderdeich 126e (Lage) | O   | Reihenhaus                                          |                                                                                       | 1919–1920                           |                                                       | 30203    | BW |
| 14680        | Finkenwerder Norderdeich 126f (Lage) | O   | Reihenhaus                                          |                                                                                       | 1919–1920                           |                                                       | 30203    | BW |
| 14681        | Finkenwerder Norderdeich 126g (Lage) | O   | Reihenhaus                                          |                                                                                       | 1919–1920                           |                                                       | 30203    | BW |
| 14636        | Finkenwerder Norderdeich 127a (Lage) | O   | Reihenhaus                                          |                                                                                       | 1919–1920                           |                                                       | 30203    | BW |
| 14682        | Finkenwerder Norderdeich 127b (Lage) | O   | Reihenhaus                                          |                                                                                       | 1919–1920                           |                                                       | 30203    | BW |
| 14683        | Finkenwerder Norderdeich 127c (Lage) | O   | Reihenhaus                                          |                                                                                       | 1919–1920                           |                                                       | 30203    | BW |
| 14684        | Finkenwerder Norderdeich 127d (Lage) | O   | Reihenhaus                                          |                                                                                       | 1919–1920                           |                                                       | 30203    | BW |
| 14685        | Finkenwerder Norderdeich 127e (Lage) | O   | Reihenhaus                                          |                                                                                       | 1919–1920                           |                                                       | 30203    | BW |
| 13026        | Finkenwerder Norderdeich 127f (Lage) | O   | Reihenhaus                                          |                                                                                       | 1919–1920                           |                                                       | 30203    | BW |
| 13027        | Finkenwerder Norderdeich 127g (Lage) | O   | Reihenhaus                                          |                                                                                       | 1919–1920                           |                                                       | 30203    | BW |
| 14637        | Finkenwerder Norderdeich 128a (Lage) | O   | Reihenhaus                                          |                                                                                       | 1919–1920                           |                                                       | 30203    | BW |
| 13028        | Finkenwerder Norderdeich 128b (Lage) | O   | Reihenhaus                                          |                                                                                       | 1919–1920                           |                                                       | 30203    | BW |
| 13029        | Finkenwerder Norderdeich 128c (Lage) | O   | Reihenhaus                                          |                                                                                       | 1919–1920                           |                                                       | 30203    | BW |
| 13030        | Finkenwerder Norderdeich 128d (Lage) | O   | Reihenhaus                                          |                                                                                       | 1919–1920                           |                                                       | 30203    | BW |
| 13031        | Finkenwerder Norderdeich 128e (Lage) | O   | Reihenhaus                                          |                                                                                       | 1919–1920                           |                                                       | 30203    | BW |
| 13946        | Finkenwerder Norderdeich 128f (Lage) | O   | Reihenhaus                                          |                                                                                       | 1919–1920                           |                                                       | 30203    | BW |
| 13947        | Finkenwerder Norderdeich 128g (Lage) | O   | Reihenhaus                                          |                                                                                       | 1919–1920                           |                                                       | 30203    | BW |
| 13948        | Finkenwerder Norderdeich 128h (Lage) | O   | Reihenhaus                                          |                                                                                       | 1919–1920                           |                                                       | 30203    | BW |
| 13949        | Finkenwerder Norderdeich 128i (Lage) | O   | Reihenhaus                                          |                                                                                       | 1919–1920                           |                                                       | 30203    | BW |
| 14638        | Finkenwerder Norderdeich 129a (Lage) | O   | Reihenhaus                                          |                                                                                       | 1919–1920                           |                                                       | 30203    | BW |
| 13950        | Finkenwerder Norderdeich 129b (Lage) | O   | Reihenhaus                                          |                                                                                       | 1919–1920                           |                                                       | 30203    | BW |
| 13951        | Finkenwerder Norderdeich 129c (Lage) | O   | Reihenhaus                                          |                                                                                       | 1919–1920                           |                                                       | 30203    | BW |
| 13952        | Finkenwerder Norderdeich 129d (Lage) | O   | Reihenhaus                                          |                                                                                       | 1919–1920                           |                                                       | 30203    | BW |
| 14686        | Finkenwerder Norderdeich 129e (Lage) | O   | Reihenhaus                                          |                                                                                       | 1919–1920                           |                                                       | 30203    | BW |
| 14687        | Finkenwerder Norderdeich 129f (Lage) | O   | Reihenhaus                                          |                                                                                       | 1919–1920                           |                                                       | 30203    | BW |
| 14688        | Finkenwerder Norderdeich 129g (Lage) | O   | Reihenhaus                                          |                                                                                       | 1919–1920                           |                                                       | 30203    | BW |
| 14689        | Finkenwerder Norderdeich 129h (Lage) | O   | Reihenhaus                                          |                                                                                       | 1919–1920                           |                                                       | 30203    | BW |
| 14690        | Finkenwerder Norderdeich 129i (Lage) | O   | Reihenhaus                                          |                                                                                       | 1919–1920                           |                                                       | 30203    | BW |
| 14691        | Finkenwerder Norderdeich 129k (Lage) | O   | Reihenhaus                                          |                                                                                       | 1919–1920                           |                                                       | 30203    | BW |
| 14639        | Finkenwerder Norderdeich 130a (Lage) | O   | Reihenhaus                                          |                                                                                       | 1919–1920                           |                                                       | 30203    | BW |
| 14692        | Finkenwerder Norderdeich 130b (Lage) | O   | Reihenhaus                                          |                                                                                       | 1919–1920                           |                                                       | 30203    | BW |
| 14693        | Finkenwerder Norderdeich 130c (Lage) | O   | Reihenhaus                                          |                                                                                       | 1919–1920                           |                                                       | 30203    | BW |
| 14694        | Finkenwerder Norderdeich 130d (Lage) | O   | Reihenhaus                                          |                                                                                       | 1919–1920                           |                                                       | 30203    | BW |
| 14695        | Finkenwerder Norderdeich 130e (Lage) | O   | Reihenhaus                                          |                                                                                       | 1919–1920                           |                                                       | 30203    | BW |
| 14696        | Finkenwerder Norderdeich 130f (Lage) | O   | Reihenhaus                                          |                                                                                       | 1919–1920                           |                                                       | 30203    | BW |
| 14697        | Finkenwerder Norderdeich 130g (Lage) | O   | Reihenhaus                                          |                                                                                       | 1919–1920                           |                                                       | 30203    | BW |
| 14698        | Finkenwerder Norderdeich 130h (Lage) | O   | Reihenhaus                                          |                                                                                       | 1919–1920                           |                                                       | 30203    | BW |
| 14640        | Finkenwerder Norderdeich 131a (Lage) | O   | Reihenhaus                                          |                                                                                       | 1919–1920                           |                                                       | 30203    | BW |
| 14699        | Finkenwerder Norderdeich 131b (Lage) | O   | Reihenhaus                                          |                                                                                       | 1919–1920                           |                                                       | 30203    | BW |
| 14705        | Finkenwerder Norderdeich 131c (Lage) | O   | Reihenhaus                                          |                                                                                       | 1919–1920                           |                                                       | 30203    | BW |
| 14700        | Finkenwerder Norderdeich 131d (Lage) | O   | Reihenhaus                                          |                                                                                       | 1919–1920                           |                                                       | 30203    | BW |
| 14701        | Finkenwerder Norderdeich 131e (Lage) | O   | Reihenhaus                                          |                                                                                       | 1919–1920                           |                                                       | 30203    | BW |
| 14702        | Finkenwerder Norderdeich 131f (Lage) | O   | Reihenhaus                                          |                                                                                       | 1919–1920                           |                                                       | 30203    | BW |
| 14703        | Finkenwerder Norderdeich 131g (Lage) | O   | Reihenhaus                                          |                                                                                       | 1919–1920                           |                                                       | 30203    | BW |
| 14704        | Finkenwerder Norderdeich 131h (Lage) | O   | Reihenhaus                                          |                                                                                       | 1919–1920                           |                                                       | 30203    | BW |
| 14641        | Finkenwerder Norderdeich 132a (Lage) | O   | Reihenhaus                                          |                                                                                       | 1919–1920                           |                                                       | 30203    | BW |
| 14706        | Finkenwerder Norderdeich 132b (Lage) | O   | Reihenhaus                                          |                                                                                       | 1919–1920                           |                                                       | 30203    | BW |
| 14707        | Finkenwerder Norderdeich 132c (Lage) | O   | Reihenhaus                                          |                                                                                       | 1919–1920                           |                                                       | 30203    | BW |
| 14708        | Finkenwerder Norderdeich 132d (Lage) | O   | Reihenhaus                                          |                                                                                       | 1919–1920                           |                                                       | 30203    | BW |
| 14709        | Finkenwerder Norderdeich 132e (Lage) | O   | Reihenhaus                                          |                                                                                       | 1919–1920                           |                                                       | 30203    | BW |
| 14710        | Finkenwerder Norderdeich 132f (Lage) | O   | Reihenhaus                                          |                                                                                       | 1919–1920                           |                                                       | 30203    | BW |
| 14711        | Finkenwerder Norderdeich 132g (Lage) | O   | Reihenhaus                                          |                                                                                       | 1919–1920                           |                                                       | 30203    | BW |
| 14712        | Finkenwerder Norderdeich 132h (Lage) | O   | Reihenhaus                                          |                                                                                       | 1919–1920                           |                                                       | 30203    | BW |
| 14726        | Finkenwerder Süderdeich 72 (Lage) | O   | Wohnhaus                                            |                                                                                       | 1881                                |                                                       |          | BW |
| 29354        | Finkenwerder Süderdeich 222 (Lage) | O   | Hofanlage                                           | Hofanlage mit Wohnhaus, Windbäumen und Stall                                          | 1909                                |                                                       |          | BW |
| 30211        | Finkenwerder Süderdeich 232, 232a, 234 (Lage) | E   |                                                     | Finkenwerder Süderdeich 232-234                                                       |                                     |                                                       | 30211    | BW |
| 14728        | Finkenwerder Süderdeich 232, 232a (Lage) | O   | Doppelhaus                                          |                                                                                       | 19. Jh.                             |                                                       | 30211    | BW |
| 14727        | Finkenwerder Süderdeich 234 (Lage) | O   | Stall (vermutl.) (Wohnhaus (nach Umnutzung))        |                                                                                       | 19. Jh.                             |                                                       | 30211    | BW |
| 14657        | Finkenwerder Süderdeich gegenüber Nr. 36 (Lage) | O   | Kohleschuppen                                       |                                                                                       | 20. Jh., 1. Hälfte                  |                                                       |          | BW |
| 14580        | Finksweg 2 (Lage) | O   | Siedlungsbau                                        |                                                                                       | 1925/27                             | Klophaus & Schoch (Klophaus, Rudolf/Schoch, August)   | 30208    | |
| 14581        | Finksweg 4 (Lage) | O   | Siedlungsbau                                        |                                                                                       | 1925/27                             | Klophaus & Schoch (Klophaus, Rudolf/Schoch, August)   | 30208    | |
| 14582        | Finksweg 6 (Lage) | O   | Siedlungsbau                                        |                                                                                       | 1925/27                             | Klophaus & Schoch (Klophaus, Rudolf/Schoch, August)   | 30208    | |
| 30209        | Finksweg 25, 27, 29 (Lage) | E   |                                                     | Finksweg 25-29                                                                        |                                     |                                                       | 30209    | BW |
| 14627        | Finksweg 25 (Lage) | O   | Siedlungsbau                                        |                                                                                       | 1921                                | Dethlefs, J. F.                                       | 30209    | BW |
| 14628        | Finksweg 27 (Lage) | O   | Siedlungsbau                                        |                                                                                       | 1921                                | Dethlefs, J. F.                                       | 30209    | BW |
| 14629        | Finksweg 29 (Lage) | O   | Siedlungsbau                                        |                                                                                       | 1921                                | Dethlefs, J. F.                                       | 30209    | BW |
| 14557        | Finksweg nahe Steendiek in der Grünanlage (Lage) | O   | Denkmal                                             | Schlussstein des Deiches von 1806, ehem. (Amsinck-Stein)                              | 1806                                |                                                       |          | |
| 14713        | Finksweg o.Nr., Gorch Fock Park (Lage) | O   | Denkmal                                             | Gorch-Fock-Stein                                                                      | 20. Jh., 1. Viertel                 |                                                       |          | weitere Bilder |
| 14583        | Focksweg 1 (Lage) | O   | Siedlungsbau                                        |                                                                                       | 1925/27                             | Klophaus & Schoch (Klophaus, Rudolf/Schoch, August)   | 30208    | |
| 14631        | Focksweg 3 (Lage) | O   | Siedlungsbau                                        |                                                                                       | 1925/27                             | Klophaus & Schoch (Klophaus, Rudolf/Schoch, August)   | 30208    | |
| 14584        | Focksweg 5 (Lage) | O   | Siedlungsbau                                        |                                                                                       | 1925/27                             | Klophaus & Schoch (Klophaus, Rudolf / Schoch, August) | 30208    | |
| 14574        | Focksweg 12 (Lage) | O   | Veranstaltungshalle                                 |                                                                                       | 1927/29                             | Schumacher, Fritz                                     |          | |
| 14575        | Focksweg 14 (Lage) | O   | Veranstaltungshalle                                 |                                                                                       | 1927/29                             | Schumacher, Fritz                                     |          | |
| 14564 (1622) | Garnstück 1 (Lage) | O   | Wohnhaus                                            |                                                                                       | 1896                                |                                                       | 30206    | |
| 29001        | Kirchenaußendeichsweg 33 (Lage) | O   | Friedhof                                            | Lüneburger Friedhof Finkenwerder                                                      | 17. Jh., 1. Hälfte (vermutl. älter) |                                                       | 30204    | BW |
| 14315        | Kirchenaußendeichsweg o.Nr. (Lage) | O   | Kriegerdenkmal (Kriegerdenkmal 1914/18)             | Kriegerdenkmal 1914/18                                                                | 20. Jh., 1. Viertel                 |                                                       | 30204    | BW |
| 14316        | Kirchenaußendeichsweg o.Nr. (Lage) | O   | Kirchengebäude                                      | St. Nikolai-Kirche                                                                    | 1880/81; 1966                       | Wagner; Kallmorgen, Werner (1966)                     | 30204    | BW |
| 14632        | Kneienblick 2 (Lage) | O   | Reihenhaus                                          |                                                                                       | 1919–1920                           |                                                       | 30203    | BW |
| 14633        | Kneienblick 2a (Lage) | O   | Reihenhaus                                          |                                                                                       | 1919–1920                           |                                                       | 30203    | BW |
| 14724        | Müggenburg 42 (Lage) | O   | Gaststätte/Wohnhaus                                 |                                                                                       | 1895, um                            |                                                       |          | BW |
| 14571 (1475) | Neßdeich 6 (Lage) | O   | Fischerhaus                                         | Elternhaus des Schriftstellers Gorch Fock                                             | 1880                                |                                                       |          | |
| 14730        | Neßdeich 124 (Lage) | O   | Wohnhaus (Deichbebauung)                            |                                                                                       | 1874 (vermutl.)                     |                                                       |          | BW |
| 14572        | Neßdeich 127 (Lage) | O   | Wohngebäude (mit Bäckerei, vermutl., Deichbebauung) |                                                                                       | 19. Jh., 1. Hälfte; 20. Jh. (Umbau) |                                                       |          | BW |
| 28665        | Norderkirchenweg o.Nr. (Lage) | O   | Kapelle                                             | Friedhofskapelle Finkenwerder                                                         | 1926/27                             | Oberbaurat Ebeling (4. Hochbauabteilung)              | 30204    | BW |
| 14570 (1559) | Norderschulweg 12 (Lage) | O   | Wohnhaus                                            |                                                                                       | 1895, um                            |                                                       |          | weitere Bilder |
| 30025        | Nordmeerstraße 4, 6, 8, 12, 12a, 12b, 13, 14, 15, 16, 17, 18, 19, 20, 21, 22, 23, 24, 25, 26, 27a, 27b, 27c, 28, 29, 30, 31, 32, 33, 34, 35, 36, 37, 38, 39, 40, 41, 42, 43, 44, 45, 46, 47, Nordmeertwiete 11, 13, 15, 17, Wikingstraße 6, 7, 8, 9, 10, 11, 12, 13, 14, 15, 16, 17, 18, 19 (Lage) | E   |                                                     | Siedlung Nordmeerstraße / Nordmeertwiete / Wikingstraße                               |                                     |                                                       | 30025    | [[Vorlage:Bilderwunsch/code!/C:53.53166,9.85937!/D:Nordmeerstraße 4, 6, 8, 12, 12a, 12b, 13, 14, 15, 16, 17, 18, 19, 20, 21, 22, 23, 24, 25, 26, 27a, 27b, 27c, 28, 29, 30, 31, 32, 33, 34, 35, 36, 37, 38, 39, 40, 41, 42, 43, 44, 45, 46, 47, Nordmeertwiete 11, 13, 15, 17, Wikingstraße 6, 7, 8, 9, 10, 11, 12, 13, 14, 15, 16, 17, 18, 19!/\|BW]] |
| 14589        | Nordmeerstraße 4 (Lage) | O   | Siedlungsbau                                        |                                                                                       | 1941                                | Hinrichs, Georg                                       | 30025    | |
| 14590        | Nordmeerstraße 6 (Lage) | O   | Siedlungsbau                                        |                                                                                       | 1941                                | Hinrichs, Georg                                       | 30025    | |
| 14656        | Nordmeerstraße 8 (Lage) | O   | Siedlungsbau                                        |                                                                                       | 1941                                | Hinrichs, Georg                                       | 30025    | |
| 14714        | Nordmeerstraße 12 (Lage) | O   | Siedlungsbau                                        |                                                                                       | 1953                                | Scheuermann, Erich                                    | 30025    | |
| 14715        | Nordmeerstraße 12a (Lage) | O   | Siedlungsbau                                        |                                                                                       | 1953                                | Scheuermann, Erich                                    | 30025    | |
| 14716        | Nordmeerstraße 12b (Lage) | O   | Siedlungsbau                                        |                                                                                       | 1953                                | Scheuermann, Erich                                    | 30025    | |
| 14608        | Nordmeerstraße 13 (Lage) | O   | Siedlungsbau                                        |                                                                                       | 1941                                | Hinrichs, Georg                                       | 30025    | |
| 14591        | Nordmeerstraße 14 (Lage) | O   | Siedlungsbau                                        |                                                                                       | 1941                                | Hinrichs, Georg                                       | 30025    | |
| 14609        | Nordmeerstraße 15 (Lage) | O   | Siedlungsbau                                        |                                                                                       | 1941                                | Hinrichs, Georg                                       | 30025    | |
| 14592        | Nordmeerstraße 16 (Lage) | O   | Siedlungsbau                                        |                                                                                       | 1941                                | Hinrichs, Georg                                       | 30025    | |
| 14610        | Nordmeerstraße 17 (Lage) | O   | Siedlungsbau                                        |                                                                                       | 1941                                | Hinrichs, Georg                                       | 30025    | |
| 14593        | Nordmeerstraße 18 (Lage) | O   | Siedlungsbau                                        |                                                                                       | 1941                                | Hinrichs, Georg                                       | 30025    | |
| 14611        | Nordmeerstraße 19 (Lage) | O   | Siedlungsbau                                        |                                                                                       | 1941                                | Hinrichs, Georg                                       | 30025    | |
| 14594        | Nordmeerstraße 20 (Lage) | O   | Siedlungsbau                                        |                                                                                       | 1941                                | Hinrichs, Georg                                       | 30025    | |
| 14612        | Nordmeerstraße 21 (Lage) | O   | Siedlungsbau                                        |                                                                                       | 1941                                | Hinrichs, Georg                                       | 30025    | |
| 14595        | Nordmeerstraße 22 (Lage) | O   | Siedlungsbau                                        |                                                                                       | 1941                                | Hinrichs, Georg                                       | 30025    | |
| 14613        | Nordmeerstraße 23 (Lage) | O   | Siedlungsbau                                        |                                                                                       | 1941                                | Hinrichs, Georg                                       | 30025    | |
| 14596        | Nordmeerstraße 24 (Lage) | O   | Siedlungsbau                                        |                                                                                       | 1939–41                             | Holst, F. (Pläne)/Hinrichs, Georg                     | 30025    | |
| 14614        | Nordmeerstraße 25 (Lage) | O   | Siedlungsbau                                        |                                                                                       | 1941                                | Hinrichs, Georg                                       | 30025    | |
| 14597        | Nordmeerstraße 26 (Lage) | O   | Siedlungsbau                                        |                                                                                       | 1939–41                             | Holst, F. (Pläne)/Hinrichs, Georg                     | 30025    | |
| 14615        | Nordmeerstraße 27a (Lage) | O   | Siedlungsbau                                        |                                                                                       | 1941                                | Hinrichs, Georg                                       | 30025    | |
| 14717        | Nordmeerstraße 27b (Lage) | O   | Siedlungsbau                                        |                                                                                       | 1941                                | Hinrichs, Georg                                       | 30025    | |
| 14718        | Nordmeerstraße 27c (Lage) | O   | Siedlungsbau                                        |                                                                                       | 1941                                | Hinrichs, Georg                                       | 30025    | |
| 14598        | Nordmeerstraße 28 (Lage) | O   | Siedlungsbau                                        |                                                                                       | 1940                                | Hinrichs, Georg                                       | 30025    | |
| 14616        | Nordmeerstraße 29 (Lage) | O   | Siedlungsbau                                        |                                                                                       | 1941                                | Hinrichs, Georg                                       | 30025    | |
| 14599        | Nordmeerstraße 30 (Lage) | O   | Siedlungsbau                                        |                                                                                       | 1940                                | Hinrichs, Georg                                       | 30025    | |
| 14617        | Nordmeerstraße 31 (Lage) | O   | Siedlungsbau                                        |                                                                                       | 1941                                | Hinrichs, Georg                                       | 30025    | |
| 14600        | Nordmeerstraße 32 (Lage) | O   | Siedlungsbau                                        |                                                                                       | 1941                                | Hinrichs, Georg                                       | 30025    | |
| 13120        | Nordmeerstraße 33 (Lage) | O   | Siedlungsbau                                        |                                                                                       | 1941                                | Hinrichs, Georg                                       | 30025    | |
| 14601        | Nordmeerstraße 34 (Lage) | O   | Siedlungsbau                                        |                                                                                       | 1941                                | Hinrichs, Georg                                       | 30025    | BW |
| 13121        | Nordmeerstraße 35 (Lage) | O   | Siedlungsbau                                        |                                                                                       | 1941                                | Hinrichs, Georg                                       | 30025    | |
| 14602        | Nordmeerstraße 36 (Lage) | O   | Siedlungsbau                                        |                                                                                       | 1941                                | Hinrichs, Georg                                       | 30025    | |
| 13122        | Nordmeerstraße 37 (Lage) | O   | Siedlungsbau                                        |                                                                                       | 1941                                | Hinrichs, Georg                                       | 30025    | |
| 14603        | Nordmeerstraße 38 (Lage) | O   | Siedlungsbau                                        |                                                                                       | 1941                                | Hinrichs, Georg                                       | 30025    | |
| 13123        | Nordmeerstraße 39 (Lage) | O   | Siedlungsbau                                        |                                                                                       | 1941                                | Hinrichs, Georg                                       | 30025    | |
| 14604        | Nordmeerstraße 40 (Lage) | O   | Siedlungsbau                                        |                                                                                       | 1941                                | Hinrichs, Georg                                       | 30025    | |
| 13124        | Nordmeerstraße 41 (Lage) | O   | Siedlungsbau                                        |                                                                                       | 1941                                | Hinrichs, Georg                                       | 30025    | |
| 14605        | Nordmeerstraße 42 (Lage) | O   | Siedlungsbau                                        |                                                                                       | 1941                                | Hinrichs, Georg                                       | 30025    | |
| 13125        | Nordmeerstraße 43 (Lage) | O   | Siedlungsbau                                        |                                                                                       | 1941                                | Hinrichs, Georg                                       | 30025    | |
| 14606        | Nordmeerstraße 44 (Lage) | O   | Siedlungsbau                                        |                                                                                       | 1941                                | Hinrichs, Georg                                       | 30025    | |
| 13126        | Nordmeerstraße 45 (Lage) | O   | Siedlungsbau                                        |                                                                                       | 1941                                | Hinrichs, Georg                                       | 30025    | |
| 14607        | Nordmeerstraße 46 (Lage) | O   | Siedlungsbau                                        |                                                                                       | 1941                                | Hinrichs, Georg                                       | 30025    | |
| 13127        | Nordmeerstraße 47 (Lage) | O   | Siedlungsbau                                        |                                                                                       | 1941                                | Hinrichs, Georg                                       | 30025    | |
| 14652        | Nordmeertwiete 11 (Lage) | O   | Siedlungsbau                                        |                                                                                       | 1941                                | Hinrichs, Georg                                       | 30025    | BW |
| 14653        | Nordmeertwiete 13 (Lage) | O   | Siedlungsbau                                        |                                                                                       | 1941                                | Hinrichs, Georg                                       | 30025    | BW |
| 14654        | Nordmeertwiete 15 (Lage) | O   | Siedlungsbau                                        |                                                                                       | 1941                                | Hinrichs, Georg                                       | 30025    | BW |
| 14655        | Nordmeertwiete 17 (Lage) | O   | Siedlungsbau                                        |                                                                                       | 1941                                | Hinrichs, Georg                                       | 30025    | |
| 14649        | Osterfelddeich 99 (Lage) | O   | Wohnwirtschaftsgebäude; Wurt                        |                                                                                       | 1888                                |                                                       |          | BW |
| 14729        | Osterfelddeich 161 (Lage) | O   | Wohnhaus (Deichbebauung)                            |                                                                                       | 1900, um                            |                                                       |          | BW |
| 29353        | Ostfrieslandstraße 91 (Lage) | O   | Schulanlage                                         | Schulanlage mit Altbau und Erweiterungsbau (Dreiflügelbau) der Aueschule Finkenwerder | 1893; 1950 (Erweiterung)            |                                                       |          | weitere Bilder |
| 14555 (1358) | Rüschweg vor Nr. 1 (Lage) | O   | Luftschutzbau, Rundschutzbau                        |                                                                                       | 1941                                |                                                       |          | |
| 14650        | Sandhöhe 7 (Lage) | O   | Wohnhaus                                            |                                                                                       | 1902, um                            |                                                       |          | BW |
| 14553 (995)  | Sandhöhe 10 (Lage) | O   | Wohnhaus                                            |                                                                                       | 1810, um                            |                                                       |          | |
| 30207        | Sandhöhe 16, 18 (Lage) | E   |                                                     | Sandhöhe 16, 18                                                                       |                                     |                                                       | 30207    | BW |
| 14722        | Sandhöhe 16 (Lage) | O   | Wohnhaus                                            |                                                                                       | 1895, um                            |                                                       | 30207    | BW |
| 14565        | Sandhöhe 18 (Lage) | O   | Wohnhaus                                            |                                                                                       | 1795; 1900, um                      |                                                       | 30207    | BW |
| 14566        | Sandhöhe 18a (Lage) | O   | Wohnhaus                                            |                                                                                       | 1840                                |                                                       |          | BW |
| 14585        | Schloostraße 1 (Lage) | O   | Siedlungsbau                                        |                                                                                       | 1925/27                             | Klophaus & Schoch (Klophaus, Rudolf/Schoch, August)   | 30208    | BW |
| 14586        | Schloostraße 3 (Lage) | O   | Siedlungsbau                                        |                                                                                       | 1925/27                             | Klophaus & Schoch (Klophaus, Rudolf/Schoch, August)   | 30208    | BW |
| 14587        | Schloostraße 5 (Lage) | O   | Siedlungsbau                                        |                                                                                       | 1925/27                             | Klophaus & Schoch (Klophaus, Rudolf/Schoch, August)   | 30208    | BW |
| 14588        | Schloostraße 7 (Lage) | O   | Siedlungsbau                                        |                                                                                       | 1925/27                             | Klophaus & Schoch (Klophaus, Rudolf/Schoch, August)   | 30208    | BW |
| 14573        | Steendiek 14 (Lage) | O   | Wohnhaus                                            |                                                                                       | 1900, um                            |                                                       |          | |
| 13834 (442)  | Steendiek o.Nr. (Lage) | O   | Gedenkstein                                         | Amsinck-Stein                                                                         | 1806                                |                                                       |          | |
| 14630        | Süderkirchenweg 2 (Lage) | O   | Wohnwirtschaftsgebäude                              |                                                                                       | 19. Jh.                             |                                                       |          | BW |
| 13128        | Wikingstraße 6 (Lage) | O   | Siedlungsbau                                        |                                                                                       | 1941                                | Hinrichs, Georg                                       | 30025    | BW |
| 14620        | Wikingstraße 7 (Lage) | O   | Siedlungsbau                                        |                                                                                       | 1941                                | Hinrichs, Georg                                       | 30025    | BW |
| 13129        | Wikingstraße 8 (Lage) | O   | Siedlungsbau                                        |                                                                                       | 1941                                | Hinrichs, Georg                                       | 30025    | BW |
| 14621        | Wikingstraße 9 (Lage) | O   | Siedlungsbau                                        |                                                                                       | 1941                                | Hinrichs, Georg                                       | 30025    | BW |
| 13130        | Wikingstraße 10 (Lage) | O   | Siedlungsbau                                        |                                                                                       | 1941                                | Hinrichs, Georg                                       | 30025    | BW |
| 14622        | Wikingstraße 11 (Lage) | O   | Siedlungsbau                                        |                                                                                       | 1941                                | Hinrichs, Georg                                       | 30025    | BW |
| 13131        | Wikingstraße 12 (Lage) | O   | Siedlungsbau                                        |                                                                                       | 1941                                | Hinrichs, Georg                                       | 30025    | BW |
| 14623        | Wikingstraße 13 (Lage) | O   | Siedlungsbau                                        |                                                                                       | 1941                                | Hinrichs, Georg                                       | 30025    | BW |
| 13132        | Wikingstraße 14 (Lage) | O   | Siedlungsbau                                        |                                                                                       | 1941                                | Hinrichs, Georg                                       | 30025    | BW |
| 14624        | Wikingstraße 15 (Lage) | O   | Siedlungsbau                                        |                                                                                       | 1941                                | Hinrichs, Georg                                       | 30025    | BW |
| 14618        | Wikingstraße 16 (Lage) | O   | Siedlungsbau                                        |                                                                                       | 1941                                | Hinrichs, Georg                                       | 30025    | BW |
| 14625        | Wikingstraße 17 (Lage) | O   | Siedlungsbau                                        |                                                                                       | 1941                                | Hinrichs, Georg                                       | 30025    | BW |
| 14619        | Wikingstraße 18 (Lage) | O   | Siedlungsbau                                        |                                                                                       | 1941                                | Hinrichs, Georg                                       | 30025    | BW |
| 14626        | Wikingstraße 19 (Lage) | O   | Siedlungsbau                                        |                                                                                       | 1941                                | Hinrichs, Georg                                       | 30025    | BW |